# Le Journal d'un dégonflé
Cet article concerne l'adaptation en film d'animation. Pour la série, voir Journal d'un dégonflé.
Série Le Journal d'un dégonflé
(Animation)
Le Journal d'un dégonflé : Rodrick fait sa loi
(2022)
Pour plus de détails, voir Fiche technique et Distribution.
Le Journal d'un dégonflé (Diary of a Wimpy Kid) est un film d'animation Disney américano-canadien réalisé par Swinton O. Scott III, sorti le 3 décembre 2021 sur Disney+.

## Fiche technique
Sauf indication contraire, les informations mentionnées dans cette section peuvent être confirmées par les bases de données cinématographiques IMDb et Allociné,  présentes dans la section « Liens externes ».
- Titre original : Diary of a Wimpy Kid
- Titre français et québécois : Le Journal d'un dégonflé[1]
- Réalisation : Swinton O. Scott III et Gino Nichele
- Scénario : Jeff Kinney, d’après le roman Journal d'un dégonflé de Jeff Kinney
- Musique : John Paesano
- Son : Michael Huang, Kenneth L. Johnson, Rafaela Liapaki
- Montage : Sylvain Blais
- Animation : Trent Noble (superviseur), Richard Aldridge, Pablo Distasio, Bryan Ferland, Jacob Godel, Josh Grischkat, Lee Ching Hau, Erica Kim, Jeffrey Smith, Priscilla Guna Vaddadi et Austin Wright
- Production : Nina Jacobson, Jeff Kinney et Brad Simpson
  - Production exécutive : Robert Egger
  - Production déléguée : Rick Mischel
- Sociétés de production :
  - États-Unis : Walt Disney Pictures, The Walt Disney Company, Twentieth Century Animation et Twentieth Century Fox Animation
  - Canada : Bardel Entertainment
- Sociétés de distribution : Disney+ et Walt Disney Pictures
- Budget : n/a
- Pays de production :  États-Unis,  Canada
- Langue originale : anglais
- Format : couleur - Digital - son Dolby Digital
- Genre : animation, comédie, drame
- Durée : 58 minutes
- Dates de sortie[2] :
  - États-Unis, Québec, France : 3 décembre 2021 (sortie en VOD sur Disney+)
- Classification :
  - États-Unis : des scènes peuvent heurter les enfants - accord parental souhaitable (PG - Parental Guidance Suggested)[N 2]
  - Canada : certaines scènes peuvent heurter les enfants - accord parental souhaitable (PG - Parental Guidance)
  - Québec : en attente de classement[1]
  - France : tous publics (conseillé à partir de 6 ans)

## Distribution (voix originales)
Sauf indication contraire, les informations mentionnées dans cette section peuvent être confirmées par les bases de données cinématographiques IMDb et Allociné,  présentes dans la section « Liens externes ».
- Brady Noon : Greg
- Ethan William Childress : Robert
- Chris Diamantopoulos : Frank
- Christian Convery : Fregley
- Erica Cerra : Susan
- Brenda Crichlow : Mme Fregley
- Hunter Dillon : Rodrick
- Donny Lucas : M. Humphreys
- Robert Moloney : Joshie
- Mizinga Mwinga : Wizard
- Gracen Newton : Manny
- Yuvraj Singh Kalsi : Charlie Davies
- Billy Lopez : M. Underwood
- Veda Maharaj : Chirag Gupta
- Gig Morton : Random Boy
- Cyrus Arnold : conducteur adolescent
- Braxton Baker : adolescent avec un mullet
- Lossen Chambers : professeur titulaire
- Tessa Espinola : fille aux cheveux bouclés
- Jaime MacLean : l'ami de Holly Hills
- Jessica Mikayla : fille avec un appareil dentaire
- John Omohundro : adolescent imposant
- Zeno Robinson : adolescent avec une casquette de baseball
- Gracyn Shinyei : fille avec une queue de cheval
- Áine Sunderland : fille aux cheveux blonds

## Sorties vidéo
Sauf mention contraire, les informations suivantes sont issues de l'IMDb
sortie directement en DVD
- Égypte : 23 avril 2021

sortie directement en VOD sur Disney+
- Allemagne : 3 décembre 2021
- Argentine : 3 décembre 2021
- Autriche : 3 décembre 2021
- Australie : 3 décembre 2021
- Belgique : 3 décembre 2021
- Bolivie : 3 décembre 2021
- Brésil : 3 décembre 2021
- Canada : 3 décembre 2021
- Canada (Québec) : 3 décembre 2021
- Chili : 3 décembre 2021
- Colombie : 3 décembre 2021
- Corée du Sud : 3 décembre 2021
- Costa Rica : 3 décembre 2021
- Danemark : 3 décembre 2021
- Équateur : 3 décembre 2021
- Espagne : 3 décembre 2021
- États-Unis : 3 décembre 2021
- Finlande : 3 décembre 2021
- France : 3 décembre 2021
- Groenland : 3 décembre 2021
- Hong Kong : 3 décembre 2021
- Île de Man : 3 décembre 2021
- Inde : 3 décembre 2021
- Indonésie : 3 décembre 2021
- Irlande : 3 décembre 2021
- Islande : 3 décembre 2021
- Italie : 3 décembre 2021
- Jamaïque : 3 décembre 2021
- Japon : 3 décembre 2021
- Luxembourg : 3 décembre 2021
- Malaisie : 3 décembre 2021
- Maurice : 3 décembre 2021
- Mexique : 3 décembre 2021
- Monaco : 3 décembre 2021
- Norvège : 3 décembre 2021
- Nouvelle-Calédonie : 3 décembre 2021
- Nouvelle-Zélande : 3 décembre 2021
- Paraguay : 3 décembre 2021
- Pays-Bas : 3 décembre 2021
- Pérou : 3 décembre 2021
- Philippines : 3 décembre 2021
- Porto Rico : 3 décembre 2021
- Portugal : 3 décembre 2021
- Royaume-Uni : 3 décembre 2021
- Singapour : 3 décembre 2021
- Suède : 3 décembre 2021
- Suisse alémanique : 3 décembre 2021
- Taïwan : 3 décembre 2021
- Thaïlande : 3 décembre 2021
- Uruguay : 3 décembre 2021
- Venezuela : 3 décembre 2021
- Afrique du Sud : 18 mai 2022
- Pologne : 14 juin 2022

## Nomination
- Young Artist Awards 2022 : meilleure performance dans un rôle de doublage : jeune actrice pour Jessica Mikayla